# Patrocinio a spese dello Stato
Il patrocinio a spese dello Stato (anche detto "gratuito patrocinio") è un istituto giuridico previsto da vari paesi, tra cui dall'ordinamento giuridico italiano per garantire l'esercizio del diritto alla difesa.

## Disciplina normativa
Prima esistevano nell'ordinamento due discipline generali: quella del gratuito patrocinio nel processo civile, contenuto nel regio decreto 30 dicembre 1923 n. 3282 e quella del patrocinio a spese dello Stato nel processo penale previsto dalla legge 30 luglio 1990 n. 217
Accanto alla disciplina generale coesistevano alcune discipline speciali per determinati processi. La legge 29 marzo 2001, n. 134, aggiornando la 217/1990, oltre ad alcune modifiche relative al patrocinio nel processo penale ha riformato la disciplina della procedura di ammissione e degli effetti del beneficio nei processi diversi dal penale.
La disciplina attuale è stata raccolta nel D.P.R. 30 maggio 2002, n. 115 ("Testo unico in materia di spese di giustizia") dagli artt. dal 74 al 141.

## Analisi  dell'istituto
Ha lo scopo di attuare l'art. 24 della Costituzione della Repubblica Italiana e garantire l'accesso al diritto di difesa a persone non in grado di munirsi autonomamente del patrocinio di un avvocato per l'incapacità reddituale di sostenerne il costo. Le persone non abbienti, qualora abbiano necessità di essere rappresentate in giudizio, sia per agire che per difendersi, possono richiedere la nomina di un avvocato e la sua assistenza a spese dello Stato.
In base all'art. 116 del T.U., se l'avvocato nominato d'ufficio dimostra di non essere riuscito ad ottenere dal difeso il compenso, il compenso è liquidato dallo Stato, con le modalità previste dalla disciplina per il patrocinio a spese dello Stato. Questo è un modo per assicurare l'effettività e l'efficacia della difesa d'ufficio, garantendo la retribuzione al difensore, se il proprio assistito non paga, nonostante sia stato intimato a farlo, oppure se l'assistito stesso risulti irreperibile o latitante. Lo Stato ha diritto a recuperare la somma anticipata sul difeso, a meno che le condizioni di reddito di quest'ultimo non siano quelle che avrebbero consentito l'ammissione al patrocinio a spese dello Stato. Altra ipotesi è quella del fallimento (art. 144 T.U.).
Per quanto riguarda gli effetti dell'ammissione al patrocinio a spese dello Stato, occorre distinguere:
- processo penale (art. 107, 3° co. lett. c)): sono spese anticipate dall'erario le indennità di trasferta, i diritti, le spese di spedizione per le notifiche degli ufficiali giudiziari a richiesta d'ufficio o di parte;
- procedimento civile (art. 131, 5° co.): sono anticipate o prenotate a debito con le modalità dell'art. 33 T.U. per le notifiche a richiesta di parte le indennità di trasferta, i diritti e le spese di spedizione;
- procedura per adozione (art. 143, 1° co., lett. d): sono anticipate dall'erario le indennità di trasferta, i diritti e le spese di spedizione per le notifiche a richiesta d'ufficio e per le notifiche e gli atti di esecuzione a richiesta di parte;
- procedimento d'interdizione ed inabilitazione a richiesta del P.M. (art. 145): rinvio all'art. 131;
- procedimento in cui è parte la pubblica amministrazione italiana (art. 158, 2° co.): sono anticipate dall'erario le indennità di trasferta e le spese di spedizione degli ufficiali giudiziari per le notificazioni e gli atti di esecuzione a richiesta dell'amministrazione.

Per le controversie transfrontaliere è previsto il gratuito patrocinio anche per l'attività di consulenza legale e l'assistenza stragiudiziale prodromica all'azione processuale.

## Requisiti
Per essere ammessi al Patrocinio a spese dello Stato è necessario che il richiedente sia titolare di un reddito annuo imponibile, risultante dall'ultima dichiarazione, non superiore a euro 11.746,68 lordi .
Nel procedimento penale italiano, l'istituto può essere revocato dal giudice in sede di sentenza di primo grado, nonostante il permanere dei requisiti, privando il condannato della possibilità di accedere agli altri gradi di giudizio.
Il provvedimento di revoca può essere assunto sulla base della presunzione dell'esistenza di redditi, anche se non provati.
Se l'interessato convive con il coniuge o con altri familiari, il reddito è costituito dalla somma dei redditi conseguiti nel medesimo periodo da ogni componente della famiglia, compreso l'istante.
Quando vi è interesse di uno dei familiari nel contenzioso che sta nascendo, non si deve computare il suo reddito in sommatoria: il reddito per la determinazione del rispetto della soglia di ammissibilità verrà calcolato facendo riferimento solo al richiedente ed agli altri eventuali familiari conviventi non in conflitto.

## Nomina dell'avvocato
Chi è ammesso al patrocinio può nominare un difensore scelto tra gli iscritti negli elenchi degli avvocati per il patrocinio a spese dello Stato, istituiti presso i consigli dell'ordine del distretto di Corte d'appello nel quale ha sede il magistrato competente a conoscere del merito della causa o il magistrato dinanzi al quale pende il processo.
L'istanza di liquidazione del compenso dell'avvocato dovrà essere presentata al Giudice competente per la decisione di merito entro la conclusione della fase processuale inerente. La decisione sulla richiesta di liquidazione deve essere emessa entro la chiusura della medesima fase processuale.